# Vitré, Ille-et-Vilaine
Vitré (bretonska: Gwitreg) är en kommun och stad i departementet Ille-et-Vilaine i regionen Bretagne i nordvästra Frankrike. Kommunen är huvudstad i en kanton. Staden är belägen i floddalen runt floden Vilaine. År 2022 hade Vitré 18 892 invånare.
Stadens historia går tillbaka till medeltiden, och slottet i Vitré omnämns i bevarade skrifter från 1000-talet.

## Externa länkar

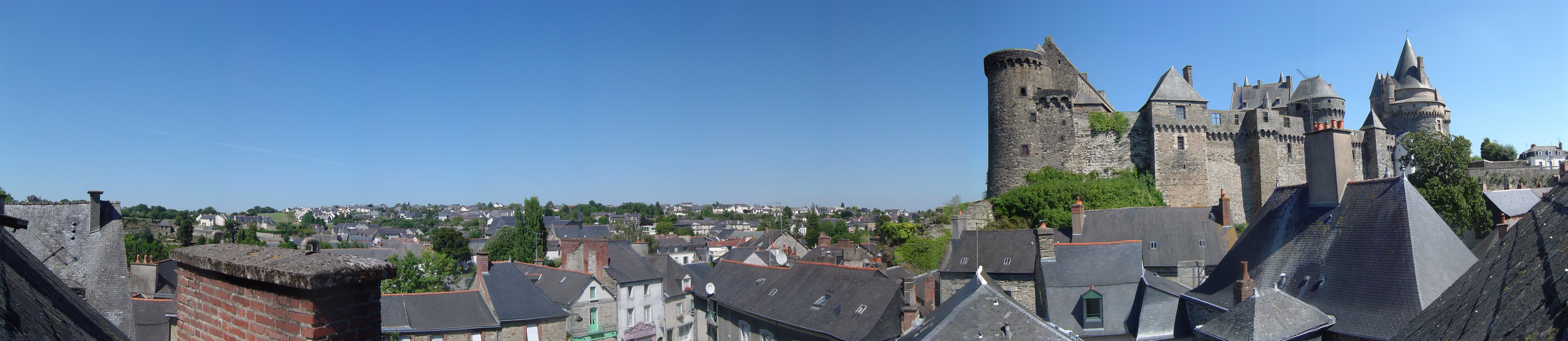

## Befolkningsutveckling
Antalet invånare i kommunen Vitré
Referens:INSEE